# Nam châm samarium coban
Nam châm samarium-côban (đôi khi được viết gọn là nam châm SmCo, hoặc còn được gọi là nam châm nhiệt độ cao) là một loại nam châm đất hiếm mạnh, dựa trên hợp chất của hai kim loại chính là samarium (Sm) và côban (Co), cộng với một số nguyên tố phụ gia khác. Đây là loại nam châm đất hiếm mạnh, đứng thứ hai sau thế hệ nam châm Neodym về độ mạnh, nhưng lại có khả năng hoạt động ở nhiệt độ siêu cao (trên 500oC) nhờ có nhiệt độ Curie rất cao. Nam châm Samarium bắt đầu xuất hiện trên thị trường vào năm 1966, và cho đến nay nó là loại nam châm tốt nhất cho các ứng dụng nhiệt độ cao  ví dụ như động cơ phản lực, động cơ điện công suất lớn... Nam châm Samarium Côban được chia làm hai họ: họ 1:5 và 2:17.

## Họ 1:5

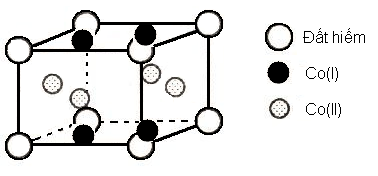
Ô nguyên tố trong cấu trúc tinh thể của hệ hợp chất SmCo_{5}

Là loại nam châm dựa trên hợp chất SmCo5, với khoảng 36% khối lượng là nguyên tố đất hiếm samarium (Sm). Nam châm này lần đầu tiên được phát minh bởi Karl J. Strnat (phòng thí nghiệm Vật liệu Không quân Hoa Kỳ) vào năm 1966, cho tích năng lượng từ cực đại (B.H)max = 18 MGOe , sau đó, hàng loại các hợp chất từ cứng dựa trên cấu trúc này được phát triển thành họ vật liệu từ cứng RCo5 được nghiên cứu mạnh mẽ trong ngành từ học .
SmCo5 thuộc nhóm hợp chất RCo5 (R thường được dùng để ký hiệu các nguyên tố đất hiếm), có cấu trúc tinh thể lục giác. SmCo5 có hằng số dị hướng từ tinh thể bậc 1 K1 = 11,9.106 J/m³, từ độ bão hòa Ms = 840 kA/m và nhiệt độ Curie TC = 1003 K, trường dị hướng HA = 28,6 T. Loại nam châm này có khả năng cho tích năng lượng từ cực đại (BH)max lớn nhất tới 28,5 MGOe (220 kJ/m³) .
Điểm khác biệt cơ bản của nam châm Samarium-Côban so với các nam châm đất hiếm khác (ví dụ như nam châm Neodym) là nó có nhiệt độ Curie rất cao, đồng thời sự suy giảm tính chất theo nhiệt độ rất thấp, do đó được sử dụng trong các ứng dụng nhiệt độ cao (có thể tới hơn 500oC) mà không loại nam châm nào khác có thể hoạt động. Một tham số được quan tâm của loại nam châm này là hệ số suy giảm của từ dư theo nhiệt độ (reversible temperature coefficient, RTC), được định nghĩa bởi sự suy giảm của từ dư, Br theo nhiệt độ:
{\displaystyle RTC={\frac {\Delta B_{r}}{B_{r}}}\times {\frac {1}{\Delta T}}}
Đối với nam châm SmCo5 nguyên thủy, hệ số RTC là âm, có nghĩa là từ dư sẽ bị suy giảm theo nhiệt độ. Tuy nhiên, gần đây, người ta có nhiều cải tiến như bổ sung các phụ gia, tạo ra các pha phụ trong nam châm có hệ số RTC dương để bù trừ, tạo ra độ suy giảm hầu như bằng 0.

## Họ 2:17
Là họ vật liệu dựa trên hợp chất Sm2Co17, được Karl J. Strnat và Dr. Alden Ray phát minh năm 1972 với tích năng lượng từ cực đại tới 30 MGOe. Hệ vật liệu này có cấu trúc tương tự như SmCo5, nhưng có sự khác biệt về thông số từ nội tại. Hằng số dị hướng từ tinh thể bậc 1 K1 = 10.106 J/m³, từ độ bão hòa Ms = 990 kA/m và nhiệt độ Curie TC = 958 K. Loại nam châm này có khả năng cho tích năng lượng từ cực đại (BH)max lớn nhất tới 41,3 MGOe (331 kJ/m³).. Trong các nghiên cứu hiện nay về nam châm nhiệt độ cao, người ta pha tạp thêm các nguyên tố khác (Fe, Cu, Zr...) để cải tiến cấu trúc và tính chất nhằm nâng cao nhiệt độ Curie cũng như phẩm chất từ của hệ vật liệu này,

## Cơ chế tính chất từ
Cơ chế tạo ra dị hướng từ tinh thể khổng lồ và nhiệt độ Curie cao của nam châm samarium côban là vi cấu trúc đặc biệt cấu trúc bởi các lá (lamelar structure) hoặc các sợi (cellular structure) được định hướng cao trong quá trình chế tạo. Các lá (sợi) này có thể có chiều dày từ vài chục đến 100 nm tạo ra dị hướng từ hình dạng lớn, đồng thời là các tâm hãm sự dịch chuyển vách đômen trong quá trình từ hóa. Cơ chế từ hóa chủ yếu của SmCo5 là cơ chế quay mômen từ, trong khi cơ chế từ hóa chủ yếu chi phối nam châm Sm2Co17 lại là cơ chế hãm sự dịch chuyển các vách đômen.

## Các thông tin khác
Nam châm SmCo có khối lượng riêng khoảng 8.4 g/cm³, điện trở suất 0.8×10−4 Ω·cm và hệ số giãn nở nhiệt khoảng 12.5 µm/(m·K).
Nam châm samarium côban được sản xuất chủ yếu bằng kỹ thuật luyện kim bột và thiêu kết ở nhiệt độ cao trong môi trường bảo vệ. samarium là kim loại có tính oxy hóa mạnh nên đòi hỏi môi trường được hút chân không cao để loại trừ ôxi. Do chứa quá nhiều samarium nên hợp kim SmCo thường bị giòn, dễ vỡ hoặc mủm đi khi để ngoài không khí. Do đó, thông thường loại nam châm này thường đi kèm với cảnh báo bảo vệ mắt, mũi khi tiếp xúc, đặt xa tầm tay trẻ em.